# Немања Крстић
Немања Крстић (Кладово, 2. март 1993) је српски кошаркаш. Игра на позицијама бека и крила. Играо је за репрезентацију Србије на Европском првенству 2013.

## Успеси

### Клупски
- Игокеа:
  - Првенство Босне и Херцеговине (1): 2015/16.
  - Куп Босне и Херцеговине (1): 2016.

- Капфенберг булс:
  - Првенство Аустрије (1): 2016/17.
  - Куп Аустрије (1): 2017.

### Репрезентативни
- Европско првенство до 16 година:  2009.
- Европско првенство до 18 година:  2011.
- Светско првенство до 19 година:  2011.